# Nymphon hedgpethi
Nymphon hedgpethi is een zeespin uit de familie Nymphonidae. De soort behoort tot het geslacht Nymphon. Nymphon hedgpethi werd in 1953 voor het eerst wetenschappelijk beschreven door Stock. 